# Schloss Gröming

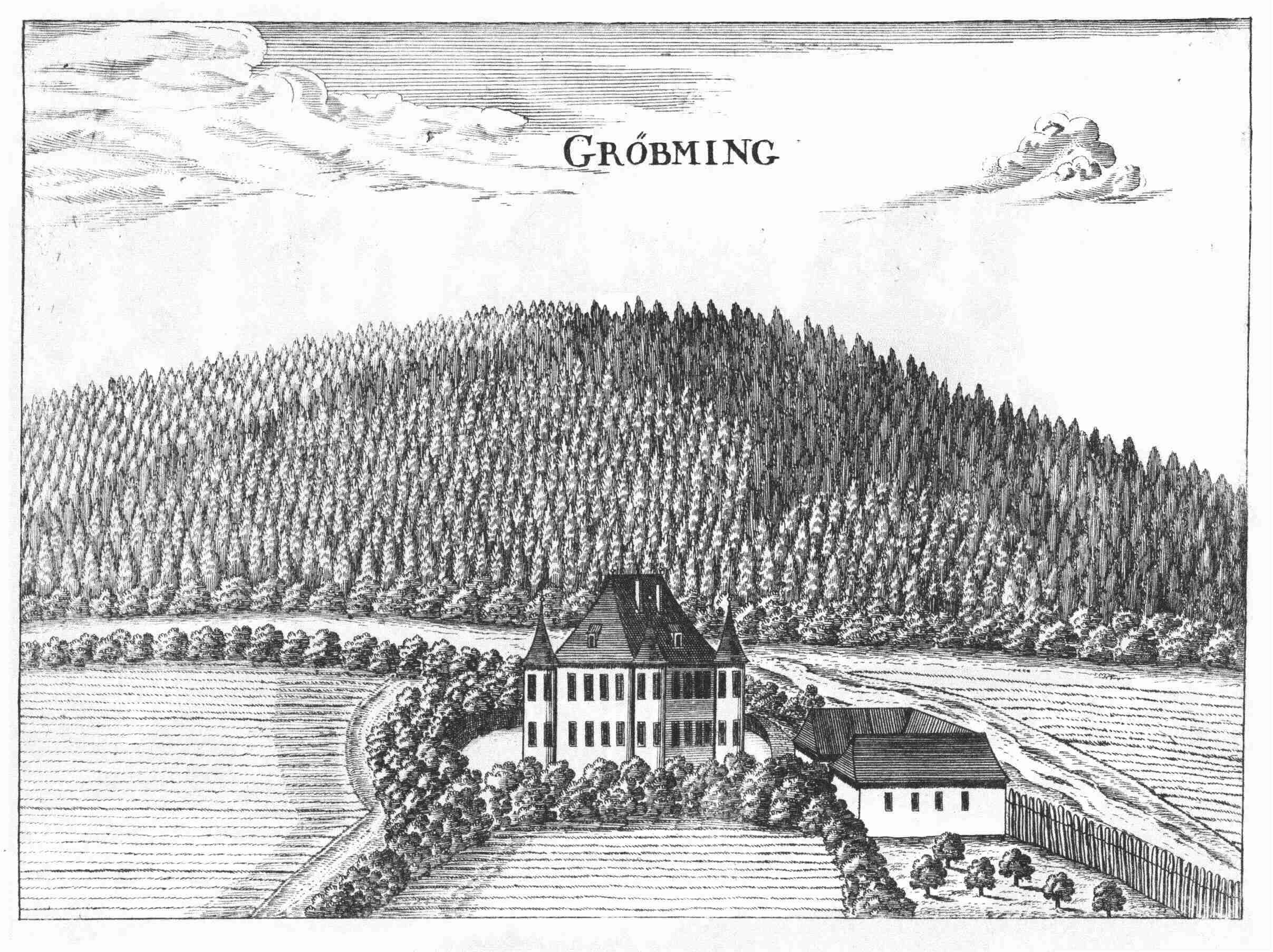
Schloss Gröming nach einem Stich von Georg Matthäus Vischer von 1674

Das abgekommene Schloss Gröming befand sich im gleichnamigen Ortsteil der Gemeinde Gaspoltshofen im Bezirk Grieskirchen von Oberösterreich (in der Nähe der Schlosstaverne in Gröming 1).

## Geschichte
Der Ansitz wurde im 12. oder 13. Jahrhundert als Sitz der Anhanger erbaut. Der namentlich erste dieser Familie war 1189 Dietmayr Anhanger. Dieser war ein Müllersohn aus Ried im Innkreis und Gefolgsmann des Herzogs von Bayern in den Kreuzzügen gegen die Türken. Die Oberhaimer wurden hier 1390 und 1454 genannt, 1464 ein Michael Oberhaimer. Gröming war damals ein landesfürstliches Lehen. Ein weiterer Inhaber war 1459 Hans Schwickart, wobei nicht klar ist, ob er als Pfleger oder als Pfandinhaber tätig war.
1537 haben die Jörger von Köppach die Herrschaft Gröbming übernommen. Von Wolfgang V. Jörger gelangte Gröming an Hans Adam Innerseer (1557–1585). Dieser setzte Wolfgang Jörger zu seinem Erben ein. Die Jörger waren dann von 1587 bis 1632 im Besitz von Gröbming. Nach dem Tod Karl Jörgers 1623 kam Gröming an seine Tochter Anna Magdalena, verheiratete Gräfin Harrach. Im Zuge der gewaltsamen Rekatholisierung wurden die auf dem Schloss weilenden Anna Jörger und Maria Salome am 20. November 1623 von 30 Kroaten des Grafen Herberstorff ausgeraubt. Die Herrschaft Gröming kam dann an Maria Elisabeth von Weissenwolff, geborene Jörger. Helmhart Christoph von Weissenwolff erhielt 1673 von der Gräfin Harrach die Herrschaften Köppach und Geboldskirchen sowie 1674 Gröming. Die Tochter Maria Anna Josepha von Weissenwolff heiratete 1722 Johann Wilhelm Reichsfürst von Trautson, und so kam Gröming in dessen Besitz. Seine Tochter Maria heiratete den Fürsten Carl Josef von Auersperg.
Nach diesem Besitzwechsel war das Schloss einige Zeit unbewohnt. 1730 wurde es an den Wirt Johann Teisinger verkauft. Dieser ließ das Schloss abreißen und mit dem Baumaterial die seit mindestens 1622 bestehende Taverne umbauen. Die Reste des Schlosses, unter anderem ein massives Kellergewölbe, wurden 1864 völlig abgebrochen.

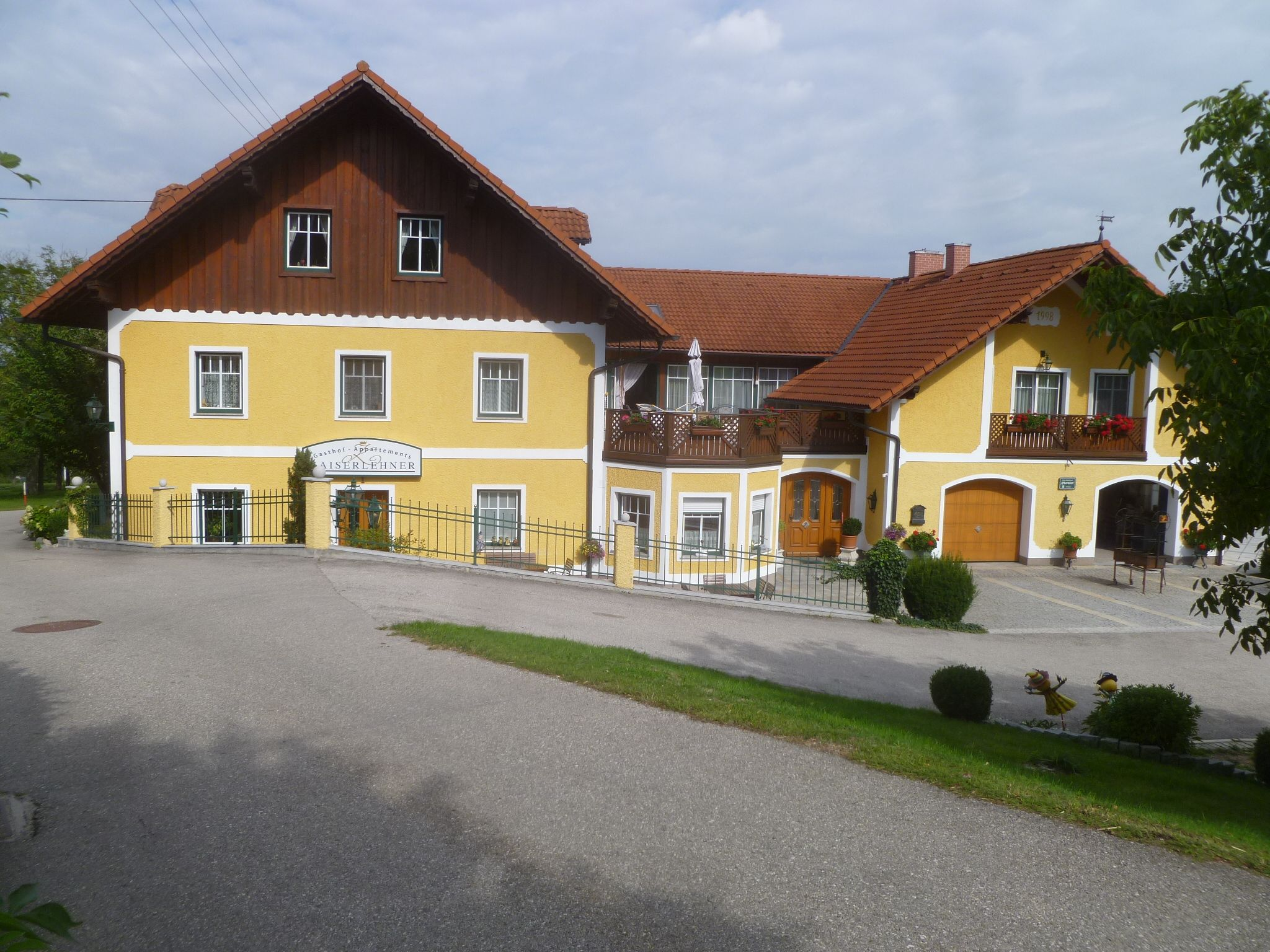
Gaspoltshofen (Gröming - Taverne)

## Schloss Gröming einst und jetzt
Der Schlossbau dürfte aus dem 16. Jahrhundert gestammt haben. Wie auf dem Stich von Georg Matthäus Vischer aus dem Jahr 1674 zu sehen ist, war Schloss Gröming eine dreigeschoßige und mit einem Walmdach gedeckte Anlage, die von einem Wassergraben umgeben war. Das Schloss besaß vier Ecktürme. Außerhalb befand sich der Meierhof, dieser besteht heute ebenso wenig wie das abgebrochene Schloss.
Die Taverne (heute Gasthof Kaiserlehner), die mit dem Baumaterial des Schlosses ausgebaut wurde, weist einen schlossartigen Charakter auf. Die früher vorhandenen oberen Fenster mit schmiedeeisernen Fensterkörben sind abgekommen.